# Manoel Marques Lerin
Manoel Marques Lerin, mer känd som Junior Lerin, född 28 mars 1977 i Piaui i Brasilien, är en svensk fotograf och TV-personlighet. Han är sedan 2009 gift med konstnären Lars Lerin.
Manoel Marques Lerin arbetar som intendent vid Sandgrund. Har har släppt fotoboken Barn i Moçambique år 2015. Hans fotografier har bland annat ställts ut vid Sandgrund museum, Abecita konstmuseum, Kungliga Biblioteket och Linköping konsthall. Han har medverkat i ett flertal av Lars Lerins produktioner, såväl i hans böcker som i hans TV-produktioner. Tillsammans med sin make har han också medverkat i antal intervjuprogram såsom Carina Bergfeldt och Tillsammans med Strömstedts.
2025 medverkade han i SVT-produktionen Mot alla odds – Stafetten där Gunde Svan ska lära honom att åka skidor med målet att han ska ställa upp i Vasaloppet. Våren 2025 deltog Junior Lerin i TV4-programmet Let's Dance.